# 花に水
『花に水』（はなにみず）は、日本の音楽家、細野晴臣の著書（カセットブック）。

## 概要
タイトルは鍼灸治療師である久保山昌彦が名付けた。
外箱の中に内箱に入ったカセットテープが1本・冊子が1部入っている。
現在、収録されている2曲は未CD化（「TALKING」は別ヴァージョンがCD化されている）。
2020年11月3日にビクターエンタテインメントからシングルカセットとして再発売された。同年11月6日にはカセットテープに収録された2曲のダウンロード及びストリーミング配信が開始された。

### 音楽
- 15分程度の曲がA面、B面に1曲ずつ収録されている。
- 収録曲は1983年に西友のプライベートブランド（当時）、無印良品の店内BGMとして制作された。
- 曲はミニマルに近い作風となっている。

### 冊子
- 写真、久保山と細野の対談、中沢新一のコラム、俳句などで構成されている。

## 収録曲
- 全作曲・編曲：細野晴臣

### A面
1. TALKING　あなたについてのおしゃべりあれこれ
  - 同じメロディーを曲の終わりまで続けている曲。
  - 後に無印良品20周年記念アルバム『MUJI BGM1980-2000』に、本作とは異なるヴァージョンが収録された。
  - ヴァンパイア・ウィークエンドがアルバム『ファーザー・オブ・ザ・ブライド』の収録曲「2021」で、本作の音源から一部を使用している。

### B面
1. GROWTH　都市にまつわる生長のことなど